# Limestone (Illinois)
Limestone – wieś w Stanach Zjednoczonych, w stanie Illinois, w hrabstwie Kankakee.